# 西晉并州行政區劃
西晉并州州治所在晉陽縣（今山西省太原市西南）。範圍在今山西省中部以北的太原、長治、晉城、晉中、陽泉4市全境，呂梁、忻州2市中東部，大同、朔州2市南部一帶。永興元年（304年）劉淵在平陽建立漢國以後，除太原郡一帶，并州各地大多淪陷。建興四年（316年）十二月，并州刺史劉琨棄守晉陽逃亡幽州，并州全境易手。

## 郡級行政區
西晉并州領太原、上黨、西河、樂平、雁門、新興6郡，至西晉末不變。
太原郡
曹魏舊郡，郡治晉陽縣（今山西省太原市西南），領晉陽、陽曲、榆次、於離、盂、狼孟、陽邑、大陵、祁、平陶、京陵、中都、鄔13縣。泰始元年（265年）封晉宗室司馬瓖為太原王，太原郡改為太原國。永安元年（304年）三月司馬穎封其子司馬廓為中都王，太原國改為中都國，光熙元年（306年）十月中都王司馬廓被殺，國廢為太原郡。晉末廢狼孟縣，領晉陽、陽曲、榆次、於離、盂、陽邑、大陵、祁、平陶、京陵、中都、鄔12縣。
上黨郡
曹魏舊郡，郡治泫氏縣（今山西省高平市），領泫氏、壺關、潞、屯留、長子、高都、襄垣、銅鞮、涅、陭氏、穀遠、陽阿12縣。西晉初陽阿縣改屬樂平郡，廢陭氏、穀遠2縣，增置武鄉縣。西晉末領泫氏、屯留、長子、壺關、高都、銅鞮、涅、襄垣、潞、武鄉10縣。
西河國
曹魏舊郡，咸寧三年（277年）封陳王司馬斌為西河王，西河郡改為西河國。郡治茲氏縣（今山西省汾陽市），領茲氏（西晉初名隰城縣）、離石、中陽、界休4縣。光熙元年（304年）為劉淵攻取。
樂平郡
曹魏舊郡，郡治沾縣（今山西省和順縣西北），領沾、樂平、上艾3縣。西晉初上黨郡陽阿縣來屬並改名轑陽縣，新置壽陽縣。西晉末領沾、樂平、上艾、轑陽、壽陽5縣。
雁門郡
曹魏舊郡，郡治廣武縣（今山西省代縣西南），領廣武、原平、汪陶、劇陽4縣。西晉初置崞、葰人、繁畤3縣，新興郡平城、馬邑2縣來隸，廢劇陽縣。永嘉以後置樓煩、陰館2縣，廢汪陶、葰人2縣，西晉末領廣武、原平、平城、馬邑、崞、繁畤、樓煩、陰館8縣。
新興郡
曹魏舊郡，郡治九原縣（今山西省忻州市），領九原、定襄、雲中、廣牧、平城、馬邑、慮虒7縣。西晉初廢慮虒縣，平城、馬邑2縣移屬雁門郡，新置晉昌縣。元康年間（291-299）一度更名晉昌郡。西晉末領九原、定襄、雲中、廣牧、晉昌5縣。

## 縣級行政區
| 并州（州治晉陽縣）                                                                 |        |        |                                |                                               |                                                                  |
| 說明：本表為西晉時期并州各郡所轄的縣份；以深灰色表示者，為曾經建置，後來廢除的縣份 |        |        |                                |                                               |                                                                  |
| 郡名 （縣數）                                                                      | 郡治   | 縣名   | 今地位置(2012年12月)           | 隸屬郡國                                      | 備注                                                             |
| 太原郡 （12）                                                                      | 晉陽縣 | 晉陽縣 | 今山西省太原市西南             | 太原郡(265-316，太原國265-304，中都國304-306) |                                                                  |
| 太原郡 （12）                                                                      | 晉陽縣 | 陽曲縣 | 今山西省陽曲縣西南             | 太原郡(265-316，太原國265-304，中都國304-306) |                                                                  |
| 太原郡 （12）                                                                      | 晉陽縣 | 榆次縣 | 今山西省晉中市                 | 太原郡(265-316，太原國265-304，中都國304-306) |                                                                  |
| 太原郡 （12）                                                                      | 晉陽縣 | 於離縣 | 地望不詳                       | 太原郡(265-316，太原國265-304，中都國304-306) |                                                                  |
| 太原郡 （12）                                                                      | 晉陽縣 | 盂縣   | 今山西省陽曲縣北               | 太原郡(265-316，太原國265-304，中都國304-306) |                                                                  |
| 太原郡 （12）                                                                      | 晉陽縣 | 陽邑縣 | 今山西省晉中市南               | 太原郡(265-316，太原國265-304，中都國304-306) |                                                                  |
| 太原郡 （12）                                                                      | 晉陽縣 | 大陵縣 | 今山西省文水縣東北             | 太原郡(265-316，太原國265-304，中都國304-306) |                                                                  |
| 太原郡 （12）                                                                      | 晉陽縣 | 祁縣   | 今山西省祁縣                   | 太原郡(265-316，太原國265-304，中都國304-306) |                                                                  |
| 太原郡 （12）                                                                      | 晉陽縣 | 平陶縣 | 今山西省文水縣南               | 太原郡(265-316，太原國265-304，中都國304-306) |                                                                  |
| 太原郡 （12）                                                                      | 晉陽縣 | 京陵縣 | 今山西省平遙縣東               | 太原郡(265-316，太原國265-304，中都國304-306) |                                                                  |
| 太原郡 （12）                                                                      | 晉陽縣 | 中都縣 | 今山西省平遙縣                 | 太原郡(265-316，太原國265-304，中都國304-306) |                                                                  |
| 太原郡 （12）                                                                      | 晉陽縣 | 鄔縣   | 今山西省平遙縣西南             | 太原郡(265-316，太原國265-304，中都國304-306) |                                                                  |
| 太原郡 （12）                                                                      | 晉陽縣 | 狼孟縣 | 今山西省陽曲縣                 | 太原國(265-？，太原郡265)                     | 西晉末時廢縣。                                                   |
| 上黨郡 （10）                                                                      | 泫氏縣 | 泫氏縣 | 今山西省高平市                 | 上黨郡(265-316)                               |                                                                  |
| 上黨郡 （10）                                                                      | 泫氏縣 | 屯留縣 | 今山西省屯留縣北               | 上黨郡(265-316)                               |                                                                  |
| 上黨郡 （10）                                                                      | 泫氏縣 | 長子縣 | 今山西省長子縣                 | 上黨郡(265-316)                               |                                                                  |
| 上黨郡 （10）                                                                      | 泫氏縣 | 壺關縣 | 今山西省潞城市西               | 上黨郡(265-316)                               |                                                                  |
| 上黨郡 （10）                                                                      | 泫氏縣 | 高都縣 | 今山西省晉城市                 | 上黨郡(265-316)                               |                                                                  |
| 上黨郡 （10）                                                                      | 泫氏縣 | 銅鞮縣 | 今山西省沁縣南                 | 上黨郡(265-316)                               |                                                                  |
| 上黨郡 （10）                                                                      | 泫氏縣 | 涅縣   | 今山西省武鄉縣西北             | 上黨郡(265-316)                               |                                                                  |
| 上黨郡 （10）                                                                      | 泫氏縣 | 襄垣縣 | 今山西省襄垣縣北               | 上黨郡(265-316)                               |                                                                  |
| 上黨郡 （10）                                                                      | 泫氏縣 | 潞縣   | 今山西省潞城市東北             | 上黨郡(265-316)                               |                                                                  |
| 上黨郡 （10）                                                                      | 泫氏縣 | 武鄉縣 | 今山西省榆社縣北               | 上黨郡(？-316)                                | 晉時析涅縣西北置武鄉縣。                                         |
| 上黨郡 （10）                                                                      | 泫氏縣 | 陭氏縣 | 今山西省臨猗縣                 | 上黨郡(265-266)                               | 西晉時廢縣。                                                     |
| 上黨郡 （10）                                                                      | 泫氏縣 | 穀遠縣 | 今山西省沁源縣南               | 上黨郡(265-266)                               | 西晉時廢縣。                                                     |
| 西河國 （4）                                                                       | 隰城縣 | 隰城縣 | 今山西省汾陽市                 | 西河國(265-316，西河郡265-277)                | 曹魏為茲氏縣，西晉時改名隰城縣。                                 |
| 西河國 （4）                                                                       | 隰城縣 | 離石縣 | 今山西省呂梁市離石區           | 西河國(265-316，西河郡265-277)                |                                                                  |
| 西河國 （4）                                                                       | 隰城縣 | 中陽縣 | 今山西省孝義市                 | 西河國(265-316，西河郡265-277)                |                                                                  |
| 西河國 （4）                                                                       | 隰城縣 | 界休縣 | 今山西省介休市東               | 西河國(265-316，西河郡265-277)                |                                                                  |
| 樂平郡 （4）                                                                       | 沾縣   | 沾縣   | 今山西省和順縣北               | 樂平郡(265-316)                               |                                                                  |
| 樂平郡 （4）                                                                       | 沾縣   | 樂平縣 | 今山西省昔陽縣                 | 樂平郡(265-316)                               |                                                                  |
| 樂平郡 （4）                                                                       | 沾縣   | 上艾縣 | 今山西省陽泉市東南             | 樂平郡(220-265)                               |                                                                  |
| 樂平郡 （4）                                                                       | 沾縣   | 轑陽縣 | 今山西省左權縣                 | 上黨郡(265-？)→樂平郡(？-316)                 | 曹魏為陽阿縣，西晉時改名轑陽縣。                                 |
| 樂平郡 （4）                                                                       | 沾縣   | 壽陽縣 | 今山西省壽陽縣                 | 樂平郡(？-316)                                | 西晉時析太原郡榆次縣東北置壽陽縣，西晉末廢縣。                   |
| 雁門郡 （8）                                                                       | 廣武縣 | 廣武縣 | 今山西省代縣西南               | 雁門郡(265-316)                               |                                                                  |
| 雁門郡 （8）                                                                       | 廣武縣 | 原平縣 | 今山西省原平市                 | 雁門郡(265-316)                               |                                                                  |
| 雁門郡 （8）                                                                       | 廣武縣 | 平城縣 | 今山西省大同市                 | 新興郡(265-266?)→雁門郡(266?-316)             |                                                                  |
| 雁門郡 （8）                                                                       | 廣武縣 | 馬邑縣 | 今山西省朔州市                 | 新興郡(265-266?)→雁門郡(266?-316){            |                                                                  |
| 雁門郡 （8）                                                                       | 廣武縣 | 崞縣   | 今山西省渾源縣西               | 雁門郡(？-316)                                | 西晉時復置縣。{                                                  |
| 雁門郡 （8）                                                                       | 廣武縣 | 繁畤縣 | 今山西省渾源縣西南             | 雁門郡(？-316)                                | 西晉時復置縣。                                                   |
| 雁門郡 （8）                                                                       | 廣武縣 | 樓煩縣 | 今山西省原平市東北中陽鄉大陽村 | 雁門郡(？-316)                                | 西晉末復置縣。                                                   |
| 雁門郡 （8）                                                                       | 廣武縣 | 陰館縣 | 今山西省朔州市東南             | 雁門郡(？-316)                                | 西晉末復置縣。                                                   |
| 雁門郡 （8）                                                                       | 廣武縣 | 劇陽縣 | 今山西省應縣東北               | 雁門郡(265-266?)                              | 西晉時廢縣。                                                     |
| 雁門郡 （8）                                                                       | 廣武縣 | 汪陶縣 | 今山西省應縣西                 | 雁門郡(265-310前)                             | 西晉末已廢縣。                                                   |
| 雁門郡 （8）                                                                       | 廣武縣 | 葰人縣 | 今山西省繁峙縣                 | 雁門郡(？-310前)                              | 西晉時復置縣。西晉末已廢縣。                                     |
| 新興郡 （5）                                                                       | 九原縣 | 九原縣 | 今山西省忻州市                 | 新興郡(265-316，晉昌郡291?-295?)              | 東漢末年僑治太原郡陽曲縣，後成為實縣，統領太原郡境內五原郡之民。 |
| 新興郡 （5）                                                                       | 九原縣 | 定襄縣 | 今山西省定襄縣                 | 新興郡(265-316，晉昌郡291?-295?)              |                                                                  |
| 新興郡 （5）                                                                       | 九原縣 | 雲中縣 | 今山西省原平市西               | 新興郡(265-316，晉昌郡291?-295?)              |                                                                  |
| 新興郡 （5）                                                                       | 九原縣 | 廣牧縣 | 今山西省壽陽縣西北             | 新興郡(265-316，晉昌郡291?-295?)              |                                                                  |
| 新興郡 （5）                                                                       | 九原縣 | 晉昌縣 | 今山西省定襄縣西北             | 新興郡(？-316，晉昌郡291?-295?)               | 西晉時置縣。                                                     |
| 新興郡 （5）                                                                       | 九原縣 | 慮虒縣 | 今山西省五台縣東北             | 新興郡(265-266?)                              | 西晉時廢縣。                                                     |

## 出處
1. ↑  《晉書》卷5〈孝懷孝紀〉：「〔永嘉元年三月〕并州諸郡為劉元海所陷，刺史劉琨獨保晉陽。」
2. ↑  《晉書》卷5〈孝愍帝紀〉：「〔建興四年十一月〕司空長史李弘以并州叛，降於勒……〔十二月〕劉琨奔薊，依段匹磾。」
3. ↑  《魏書》卷106上〈地形志二上〉：「玄氏，二漢、晉屬上黨郡治。」
4. 1 2  《元和郡縣圖志》卷13〈河東道·汾州西河縣〉：「本漢茲氏縣也，曹魏於此置西河郡，晉改為國，仍改茲氏縣為隰城縣。」
5. ↑  《晉書》卷14〈地理志上〉：「惠帝改新興為晉昌郡。」
6. ↑  《元和郡縣圖志》卷13〈河東道·太原府陽曲縣〉：「狼孟故城……漢以為縣，屬太原郡，晉末省。」
7. ↑  《元和郡縣圖志》卷13〈河東道·儀州榆社縣〉：「本漢涅氏縣地也，晉於縣西北三十五里置武鄉縣，屬上黨郡。」
8. ↑  《元和郡縣圖志》卷12〈河東道·晉州冀氏縣〉：「本漢陭氏縣地也，屬上黨郡，至晉省。」
9. ↑  《太平寰宇記》卷50〈河東道·大通監綿上縣〉：「本穀遠縣地，晉省穀遠。」
10. ↑  《元和郡縣圖志》卷13〈河東道·儀州〉：「今州理即漢上黨郡之涅氏縣地也，後漢於此置陽阿縣，屬上黨郡。晉改為轑陽，屬樂平郡；本漢涅氏縣地，後漢於此置陽阿縣，屬上黨郡。晉改為轑陽縣，屬樂平郡。」；《太平寰宇記》卷44〈河東道·遼州〉：「今州即漢上黨郡之涅氏縣地也，後漢於此置陽阿縣，屬上黨郡。晉改為轑陽，屬樂平郡；在漢為涅縣之地，後漢於此置陽阿縣，俱屬上黨郡。晉改為轑陽縣，屬樂平郡。」
11. ↑  《太平寰宇記》卷40〈河東道一〉：「本漢榆次縣地，晉於此置壽陽縣，屬樂平郡，晉末省。」；《元和郡縣圖志》卷13〈河東道二〉：「壽陽縣，本漢榆次縣地，西晉於此置受陽縣，屬樂平郡，永嘉後省。」
12. ↑  《元和郡縣圖志》卷14〈河東道·雲州〉：「漢末大亂，匈奴侵邊，自定襄以西，雲中、雁門、西河遂空。曹公鳩集荒散，又立平城縣，屬新興郡。晉又改屬雁門。」
13. ↑  《元和郡縣圖志》卷14〈河東道·朔州〉：「漢末大亂，郡遂荒廢，建安中曹公又立馬邑縣，屬新興郡。晉改屬雁門郡。」
14. ↑  《元和郡縣圖志》卷14〈河東道·代州崞縣〉：「本漢舊縣，因山為名，屬雁門郡。漢末荒廢，晉初又置。」
15. ↑  《元和郡縣圖志》卷14〈河東道·代州繁畤縣〉：「本漢舊縣，屬雁門郡。漢末匈奴侵寇，舊縣荒廢，晉又置繁畤縣。」
16. 1 2 3  《魏書》卷1〈序紀〉：「〔穆帝三年〕晉懷帝進帝大單于，封代公。帝以封邑去國懸遠，民不相接，乃從琨求句注、陘北之地。琨自以托附，聞之大喜，乃徙馬邑、陰館、樓煩、繁畤、崞五縣[註 5]之民於陘南。」
17. ↑  《輿地廣記》卷19〈蔚州善陽縣〉：「本劇陽縣，漢屬雁門郡……東漢復曰劇陽，晉省之。」
18. ↑  《大清一統志》卷114〈代州〉：「漢置葰人縣，屬太原郡，後漢省。晉復置，屬雁門郡，永嘉後廢。」
19. ↑  《元和郡縣圖志》卷14〈河東道·忻州秀容縣〉：「本漢陽曲縣地，屬太原郡。後漢末於此置九原縣，屬新興郡。」
20. ↑  《元和郡縣圖志》卷14〈河東道·代州五台縣〉：「本漢慮虒縣，屬太原郡，因慮虒水為名也，晉省。」；《太平寰宇記》卷49〈河東道·代州五台縣〉：「本漢慮虒縣，屬太原郡，因慮虒水為名也，晉省。」

### 書籍
- 吳增僅，《三國郡縣表》，上海：開明書局，1937
- 李錫甫，《漢晉城陽郡沿革考》，國立編譯館館刊第6卷第一期，1977
- 劉琳，《華陽國志校注》，成都：巴蜀書社，1984
- 李曉杰，《東漢政區地理》，北京：人民出版社，1987
- 胡阿祥，《六朝疆域與政區研究》（增訂本），北京：學苑出版社，2005
- 錢儀吉、楊晨，《三國會要》，上海：上海古籍出版社，2006
- 陳健梅，《孫吳政區地理研究》，長沙：岳麓書社，2007
- 孔祥軍，《三國政區地理研究》，南京：南京大學歷史系，2007
- 任乃強，《華陽國志校補圖注》，上海：上海古籍出版社，2009
- 孔祥軍，《晉書地理志校注》，北京：新世界出版社，2012
- 胡阿祥、孔祥軍、徐成合著，《中國行政區劃通史·三國兩晉南朝卷》，上海：復旦大學出版社，2014
- 范曄，《後漢書》，維基文庫
- 房玄齡，《晉書》，維基文庫
- 沈約，《宋書》，維基文庫
- 魏收，《魏書》，維基文庫
- 李吉甫，《元和郡縣圖志》，維基文庫
- 樂史，《太平寰宇記》，維基文庫
- 歐陽忞，《輿地廣記》，維基文庫
- 酈道元，《水經注》，維基文庫